# Захарашевич-Капустянский, Юрий Константинович
Ю́рий Константи́нович Захараше́вич-Капустя́нский (25 декабря 1861 — после 1917) — русский общественный деятель и политик, член III Государственной думы от Харьковской губернии.

## Биография
Православный. Из потомственных дворян. Землевладелец (400 десятин).
Окончил Седлецкую классическую гимназию и Тверское кавалерийское училище, был выпущен корнетом в 4-й уланский Харьковский полк. Служил в полку и при штабе 4-й кавалерийской дивизии до 1890 года, когда перешел на службу земским начальником в Купянском уезде Харьковской губернии.
Избирался депутатом дворянства Купянского уезда, гласным Купянского уездного (с 1892) и Харьковского губернского (с 1898) земств, членом (с 1901), а затем — председателем Харьковской губернской земской управы. Был членом Харьковской губернской землеустроительной комиссии. Участвовал в общеземском съезде (1907). Дослужился до чина статского советника.
В 1907 году был избран членом Государственной думы от Харьковской губернии. Входил во фракцию умеренно-правых, с 3-й сессии — в русскую национальную фракцию. Состоял секретарем комиссии о мерах по борьбе с пожарами, а также членом комиссий: по исполнению государственной росписи доходов и расходов, по судебным реформам.
Дальнейшая судьба неизвестна. Был холост.